# Autoportrait à Sainte-Pélagie
Autoportrait à Sainte-Pélagie est un tableau réalisé par le peintre français Gustave Courbet en 1872-1873. Cette huile sur toile est un autoportrait qui représente l'artiste fumant une pipe appuyé contre une fenêtre grillagée de la prison Sainte-Pélagie, la prison parisienne où il a été incarcéré pour ses activités pendant la Commune. L'œuvre est conservée au musée Courbet, à Ornans, dans le Doubs.